# حزب آزادی سری‌لانکا
حزب آزادی سری‌لانکا حزبی سیاسی در سری‌لانکاست. رهبر کنونی آن چاندریکا کوماراتونگا نام دارد.
این حزب توسط پدر چاندریکا سلیمان وست ریدج وی دیاس بندرانایکه در سال ۱۹۵۱ تأسیس شد و از آن زمان همواره یکی از دو حزب بزرگ صحنهٔ سیاست سری‌لانکا بوده‌است.